# プチプチ・アニメ
『プチプチ・アニメ』は、1994年4月4日からNHK教育テレビ（Eテレ）で放送されている5分間のミニ番組、アニメーション、短編アニメ放送枠である。放送されるアニメは粘土を使ったクレイアニメや実験的要素を踏まえた作品が多く、『みんなのうた』と並んでNHKのアニメーションへの意欲が窺える番組である。

## 放送時間
| 年度 | 放送時間（日本標準時）                  | 放送時間（日本標準時） |
| 年度 | 朝                                      | 夕方                   |
| ---- | --------------------------------------- | ---------------------- |
| 1994 | （放送なし）                            | 16:00 - 16:05          |
| 1995 | 08:45 - 08:50                           | 16:20 - 16:25          |
| 1996 | 08:45 - 08:50                           | 16:20 - 16:25          |
| 1997 | 08:45 - 08:50                           | 16:20 - 16:25          |
| 1998 | 07:35 - 07:40                           | 16:15 - 16:20          |
| 1999 | 08:25 - 08:30                           | 16:15 - 16:20          |
| 2000 | 08:25 - 08:30                           | 16:15 - 16:20          |
| 2001 | 08:26 - 08:31                           | 16:16 - 16:21          |
| 2002 | 08:26 - 08:31                           | 16:16 - 16:21          |
| 2003 | 08:25 - 08:30                           | 16:15 - 16:20          |
| 2004 | 08:25 - 08:30                           | 16:15 - 16:20          |
| 2005 | 08:30 - 08:35                           | 16:15 - 16:20          |
| 2006 | 08:30 - 08:35                           | 16:15 - 16:20          |
| 2007 | 08:30 - 08:35                           | 16:15 - 16:20          |
| 2008 | 08:30 - 08:35                           | 16:15 - 16:20          |
| 2009 | 08:30 - 08:35                           | 16:15 - 16:20          |
| 2010 | 07:55 - 08:00                           | 16:15 - 16:20          |
| 2011 | 08:40 - 08:45                           | 16:00 - 16:05          |
| 2012 | 08:40 - 08:45                           | 15:40 - 15:45          |
| 2013 | 08:50 - 08:55                           | 15:40 - 15:45          |
| 2014 | 08:50 - 08:55                           | 15:40 - 15:45          |
| 2015 | 08:50 - 08:55                           | 15:40 - 15:45          |
| 2016 | 08:50 - 08:55                           | 15:40 - 15:45          |
| 2017 | 08:45 - 08:50                           | 15:40 - 15:45          |
| 2018 | 08:45 - 08:50                           | 15:40 - 15:45          |
| 2019 | 08:45 - 08:50                           | 15:40 - 15:45          |
| 2020 | 08:45 - 08:50                           | 15:40 - 15:45          |
| 2021 | 08:45 - 08:50                           | 15:40 - 15:45          |
| 2022 | 水-金 08:45 - 08:50                     | （放送なし）           |
| 2023 | 水-金 08:45 - 08:50                     | （放送なし）           |
| 2024 | 月-木 06:50 - 06:55 水-金 08:45 - 08:50 | （放送なし）           |
| 2025 | 月-金 06:40 - 06:45 水-金 08:45 - 08:50 | （放送なし）           |

このほかに「母と子のテレビタイム日曜版」内でも毎週放送されていた。また、1999年のみBS2でも毎週月曜 - 木曜の09:25 - 09:30に放送されていた。「ニャッキ!」や「ロボットパルタ」は昔から長く続いており、2021年まで火曜日に交互に放送されていた。

## 放送作品

### レギュラー作品

#### コマ撮りアニメ

##### クレイアニメ
- 大好き!ねんどママ 初登場：1994年4月4日
- ニャッキ! 初登場：1995年4月7日
- ぶーばーがー 初登場：1995年
- KOKI
- キトとウーフル
- ジャム・ザ・ハウスネイル 初登場：1996年6月10日
- タルピー
- ちぃちゃんとヒゲおじさん 初登場：2004年6月21日
- チックンタック 初登場：1999年8月2日
- カペリート 初登場 : 2001年4月
- ナッチョとポム

##### 人形アニメ
- パディントン・ベア 初登場：1994年4月5日
- ロボットパルタ 初登場：1994年11月8日
- ハムスターサム 初登場：1998年12月7日
- エんエんニコリ
- ケンとかいじゅう
- シャーミィとかげぼうや
- しりとり王国 初登場：2007年
- ビーズの森のらびぃ
- ももんがぁモン 初登場：2005年7月4日
- 森のレシオ 初登場：2010年3月26日
- おんがく世界りょこう 初登場：2011年3月7日
- ユニコーンのキュピ 初登場：2017年3月20日
- ワーキングボーシーズ 初登場：2018年2月15日
- ぽぽりす&フレンズ 初登場：2022年12月21日

##### 砂アニメ
- アエイオウ

##### 布アニメ
- とこちゃんちょっきん 初登場：1995年

##### ストローアニメ
- ストローザウルス ネオ
- ストローびゅるる 初登場：2010年3月22日

#### 毛糸アニメ
- けいとのようせいニットとウール 初登場：2015年8月24日

#### 食べ物アニメ
- こにぎりくん

#### ペーパークラフトアニメ
- 白い本 初登場：2007年4月2日

#### CGアニメ
- スキマの国のポルタ 初登場：2005年9月15日
- つながるアニマル
- ビップとバップ 初登場：2001年4月2日
- ビーナッツ 初登場：1997年12月15日

#### セルアニメ
- カラスのプータ
- サイキン ポンタ
- パグパグ
- パニポニ

#### その他
- 王さまものがたり 初登場：2007年5月21日
- ティーチ 初登場：2011年
- エディ
- モノだらけ! 初登場：2014年8月1日
- キリン・ザ・ヌープ 初登場：2014年
- リヴ&ベル 初登場：2015年
- おいどんと 初登場：2015年12月2日
- ころがし屋のプン 初登場：2016年3月21日
- ふわふわアワー 初登場：2017年7月5日
- リコラ 初登場：2020年9月28日
- プップとパッパ 初登場：2021年3月24日
- えとえとせとら 初登場：2022年1月1日
- 空き缶のツナ 初登場：2024年1月

### 単発作品
- 柿の木もっきい
- ガラリンとゴロリン
- 恐竜ピコラ
- Go!Go!ベジタン
- TheNightGame ネコのさくせん
- すなあそび
- なんじゃもんじゃおばけ
- ハスの妖精 ぼにょぼにょ
- バベルの本
- ポンユタウン
- ミスター・ボンド
- 実りの森のなかまたち
- 森の人と小てんぐちゃん
- レイン坊のアニメ箱
- レスキューYoYo（しりとり王国のスピンオフ）
- 春告魚と風来坊[1]
- あなのなか[2][3]
- ねこのまねこ
- もじゃとまじょ

## 関連書籍
プチプチ・アニメ DVDおたのしみブック
ぴあから2016年7月22日に発売。ISBN 978-4-8356-3121-9。全24タイトルが収録されたDVDが付属。